# Seznam pred-NHL sezon
Seznam sezon hokejskih lig, ki so bile predhodnice današnje lige NHL. 

## Amaterske lige
- Amateur Hockey Association of Canada (AHAC) je obstajala od 1886 do 1898. Prva sezona se je začela leta 1893.

AHAC 1893 | AHAC 1894 | AHAC 1895 | AHAC 1896 | AHAC 1897 | AHAC 1898
- Canadian Amateur Hockey League (CAHL) je obstajala od 1899 do 1905.

CAHL 1899 | CAHL 1900 | CAHL 1901 | CAHL 1902 | CAHL 1903 | CAHL 1904 | CAHL 1905
- Federal Amateur Hockey League (FAHL/FHL) je obstajala od 1904 do 1909. Liga je bila od 1908 profesionalna.

FAHL 1904 | FAHL 1904/05 | FAHL 1905/06 | FAHL 1906/07 | FHL 1908 | FHL 1909
- Eastern Canadian Amateur Hockey Association (ECAHA/ECHA) je obstajala od  1906 do 1909. Liga je od 1907 dovolila profesionalne igralce, polno profesionalna pa je postala v sezoni 1909.

ECAHA 1906 | ECAHA 1907 | ECAHA 1907/08 | ECHA 1909

## Profesionalne lige
- Western Pennsylvania Hockey League je obstajala od 1901 do 1909. Bila je prva liga, ki je uradno dovolila profesionalne igralce.

WPHL 1901 | WPHL 1902 | WPHL 1903 | WPHL 1904 | WPHL 1908 | WPHL 1909
- International Professional Hockey League (IPHL) je obstajala od 1904 do 1907.

IPHL 1904/05 | IPHL 1905/06 | IPHL 1906/07
- Ontario Professional Hockey League (OPHL) je obstajala od 1907 do 1911.

OPHL 1908 | OPHL 1909 | OPHL 1910 | OPHL 1911
- Canadian Hockey Association (CHA) je obstajala leta 1910 (odigran je bil le del prve sezone).

- National Hockey Association (NHA) je obstajala od 1910 do 1917.

NHA 1910 | NHA 1910/11 | NHA 1911/12 | NHA 1912/13 | NHA 1913/14 | NHA 1914/15 | NHA 1915/16 | NHA 1916/17
- Pacific Coast Hockey Association (PCHA) je obstajala od 1911 do 1924.

PCHA 1912 | PCHA 1912/13 | PCHA 1913/14 | PCHA 1914/15 | PCHA 1915/16 | PCHA 1916/17 | PCHA 1917/18 | PCHA 1919 | PCHA 1919/20 | PCHA 1920/21 | PCHA 1921/22 | PCHA 1922/23 | PCHA 1923/24
- Western Canada Hockey League (WCHL) je obstajala od 1921 do 1926. WCHL ni bila pred-NHL liga, a jo hokejski zgodovinarji splošno sprejemajo kot veliko in pomembno ligo. Dve leti pred ukinitvijo se je vanjo združila PCHA. [1] NHL je kupila pravica do odkupa WHL igralcev, s čimer je liga dokončno razpadla.

WCHL 1921/22 | WCHL 1922/23 | WCHL 1923/24 | WCHL 1924/25 | WHL 1925/26
Pred 1905 (v FAHL), 1910 (v NHA) in 1912 (v PCHA) so se sezone začenjale januarja in končevale marca istega leta.